# American Musical and Dramatic Academy

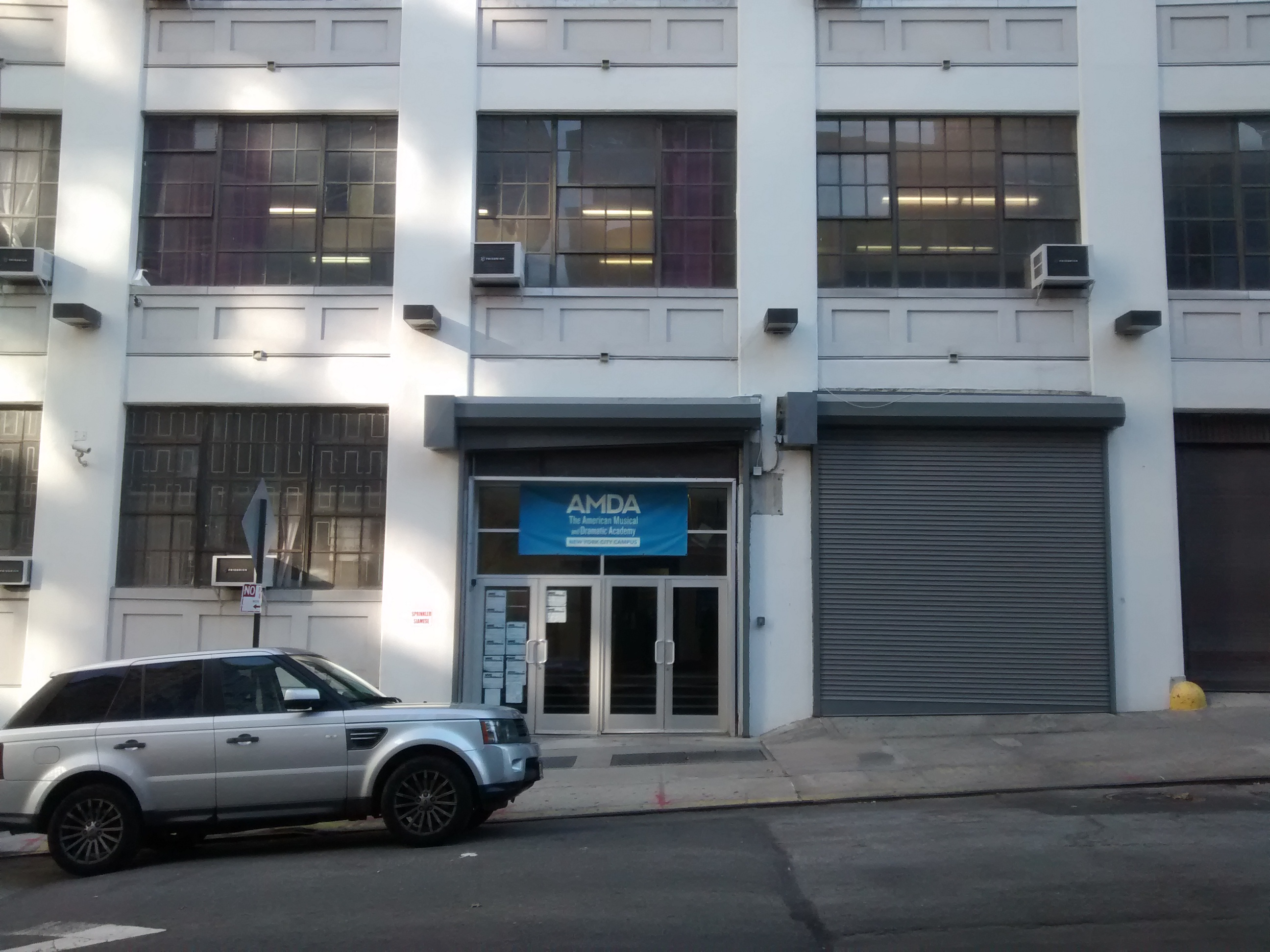
Faixada da American Musical and Dramatic Academy

A American Musical and Dramatic Academy (AMDA) é um conservatório de artes de representação localizado em Nova Iorque e Los Angeles, Califórnia.
O Conservatório oferece tanto o grau de bacharelato em Belas Artes, como o Certificado de Performance Profissional (2 anos). Os programas disponíveis são: Representação, Teatro Musical, Dance e Artes de Palco.
A AMDA é uma instituição acreditada pela National Association of Schools of Theatre.

## Historia
AMDA foi fundada em 1964 por Phillip Burton juntamente com outras pessoas proeminentes da comunidade teatral de Nova Iorque, para fornecer treino prático para actores. Burton foi professor de representação e é bem conhecido por ter treinado o seu filho adoptivo, Richard Burton. Os programas da AMDA são projectados de forma a preparar os alunos para o mercado de trabalho como actores de teatro, teatro musical, dança, cinema e televisão.

## Campus
O campus de Nova Iorque está localizado no bairro de Upper West Side de Manhattan. O edifício principal está localizado no número 211 West 61st Street, por trás do Lincoln Center. O restante do campus está localizado no edifício histórico Ansonia, onde Ziegfeld viveu, na West 73rd Street.
O campus de Los Angeles está localizado no coração do Hollywood Entertainment District, um quarteirão a norte de Hollywood Blvd. e Vine Street, adjacente à Capitol Records Tower. O seu principal edifício situa-se no histórico Vine Tower Building.

## Ex-alunos notáveis
A AMDA tem um destacado recorde de alunos com carreiras reconhecidas nas artes de palco. Entre eles, destacam-se:
- Mariana Vasconcelos Bandhold - cantora portuguesa
- Brad Bass (Wicked)
- Matt Barber (dançarino profissional e escritor)
- Angela Bettis (Girl, Interrupted, Bless the Child)
- Tyne Daly (Grey's Anatomy, Cagney & Lacey, Judging Amy, Gypsy)
- Tiffany Engen (Legally Blonde (musical))
- Jesse Tyler Ferguson (Modern Family,The 25th Annual Putnam County Spelling Bee, The Class)
- Rose Freymuth-Frazier (Undressed)
- Caissie Levy (Wicked, Rent, Hairspray)
- Gretchen Mol (3:10 to Yuma, Life on Mars, The Shape of Things)
- Meredith Patterson (All My Children, 42nd Street)
- Chase Peacock (High School Musical on Stage!, American Idiot (musical))
- Soara-Joye Ross (Les Misérables)
- Christopher Sieber (Shrek the Musical, Spamalot, Chicago)
- James Stevenson (Guiding Light, Passions)
- Paul Sorvino (GoodFellas, Law & Order)
- Lee Tergesen (Royal Pains, Life on Mars, Oz, Generation Kill, Weird Science)
- Carrie Welling (cantora e compositora da banda "The Shells")
- Chryssie Whitehead (Every Little Step, A Chorus Line, Grey's Anatomy)
- Marissa Jaret Winokur (Hairspray, Stacked)
- Natalie Zea (Dirty Sexy Money, Boys Don't Cry)
- Clara Campi (NoMansLand, Full Masti)
- Jason DeRulo
- Jason Mraz
- Talitha Farrow
- Christopher Jackson (The Lion King, In the Heights)
- Janelle Monáe
- Will Blunderfield (artista da Nettwerk)
- Paul Louis (S Club 7 in Miami, criador da série infantil "Jelly Bean Jungle")
- Katrice Gavino (Summer of Love)

## Docentes mais notáveis
A AMDA tem diversos docentes com grande reconhecimento e contactos no mundo do espectáculo.
Docentes mais notáveis: Emily Skinner, Roxana Stuart, Carine Montbertrand, Karen Malpede, Teri Ralston, Elaine Petricoff, Mark Santoro, Casey Colgan, Evan Pappas, Marcia Milgrom Dodge, Kathy Morath, Regina O'Malley, Ray Virta, Lars Rosager, Lindsay Chambers, Eileen Schauler, Michael Sartor, Brooks Almy, Danny Gurwin, Jane Lanier, Jameson Jones, Karen Morrow, Deborah Ross Sullivan, Elizabeth Moulton, Dan Daily, Dan Fishbach, Karly Rothenberg e Chryssie Whitehead.